# Кукушкин, Иван Куприянович
Ива́н Куприя́нович Куку́шкин (4 октября 1934, Прасковьино, Средневолжский край, СССР — 4 января 2017, Самара, Россия) — советский и российский инженер, учёный, изобретатель. Доктор химических наук (1988), профессор Самарского государственного технического университета.

## Биография
Родился 4 октября 1934 года в селе Прасковьино Николаевского района Средневолжского края.
В 1958 году окончил Куйбышевский индустриальный институт им. В. В. Куйбышева по специальности «Технология взрывчатых веществ» (в современной классификации — «Химическая технология органических соединений азота»). С 1958 по 1960 год работал на Чапаевском химическом заводе сначала мастером, а затем начальником смены. В 1967 году защитил диссертацию на соискание учёной степени кандидата технических наук, в 1988 году стал доктором химических наук. В СамГТУ проработал с 1960 года: м.н.с., ассистент, доцент (1968—1991), профессор (1991—2015). Являлся председателем методического совета инженерно-технологического факультета, членом профсоюзного комитета, членом двух диссертационных советов при СамГТУ, членом редколлегии межвузовских специальных сборников научных трудов.
И. К. Кукушкин имеет в соавторстве более 250 научных и научно-методических трудов, в том числе 68 авторских свидетельств СССР и ряд патентов РФ на изобретения, из которых 10 внедрены в промышленность и учебный процесс СамГТУ. Подготовил 5 кандидатов химических наук.
Умер 4 января 2017 года в Самаре.

## Область научных интересов
- Синтез и оптимизация технологии получения органических и неорганических азидов;
- Исследование реакций электрофильного и нуклеофильного замещения в алифатическом ряду;
- Разработка методов получения катализаторов межфазного переноса и высокоэффективных нуклеофильных агентов.

## Основные публикации
- Кукушкин И. К. и др. Получение жирноароматических γ-полинитрокетонов // Изв. ВУЗов. Химия и хим. технология. — Т. 50, вып. 5. — 2007. — С. 125—128.
- Кукушкин И. К. и др. Способы получения азидов четвертичного аммония // Изв. ВУЗов. Химия и хим. технология. — Т. 53, вып. 3. — 2010. — С. 108—110.
- Кукушкин И. К. и др. Четвертичные аммониевые соли — реагенты в синтезе галогензамещенных соединений // Изв. ВУЗов. Химия и хим. технология. — Т. 53, вып. 8. — 2010. — С. 141—143.
- Кукушкин И. К. и др. Основы проектирования химических производств. Курсовое и дипломное проектирование. Учеб. пособ. Самара: Изд-во СамГТУ. — 2005.
- Кукушкин И. К. Теоретические основы химии и технологии энергоёмких соединений. Нитрование. — Самара: Изд-во СамГТУ. — 2003. — 93 с.
- Кукушкин И. К. и др. Химическая технология энергоёмких материалов. — учебник // Самара: Изд-во СамГТУ. — 2009. — 303 с.

## Основные объекты интеллектуальной собственности
- Косолапов В. Т., Злобин В. А., Иоганов К. М., Офицерова В. Г., Кукушкин И. К. Способ получения органических изоцианатов. Авторское свидетельство СССР № 550381. Заявлено 10.07.1974, опубликовано 15.03.1977, бюл. № 10.
- Косолапов В. Т., Злобин В. А., Кукушкин И. К., Иоганов К. М., Тарасов А. К. Способ получения 1,3- или 1,4-фенилендиизоцианатов. Авторское свидетельство СССР № 592820. Заявлено 21.01.1976, опубликовано 15.02.1978, бюл. № 6.
- Косолапов В. Т., Злобин В. А., Иоганов К. М., Кукушкин И. К., Тарасов А. К. Способ получения органических изоцианатов. Авторское свидетельство СССР № 615064. Заявлено 17.03.1976, опубликовано 15.07.1978, бюл. № 26.
- Косолапов В. Т., Злобин В. А., Иоганов К. М., Кукушкин И. К., Тарасов А. К. Способ выделения азид-иона из солевой смеси. Авторское свидетельство СССР № 635039. Заявлено 14.07.1975, опубликовано 30.11.1978, бюл. № 44.
- Ерзиков С. А., Иоганов К. М., Кукушкин И. К., Бурдикова Т. В., Кочкина Е. В. Воспламенительный состав для электровоспламенителей. Патент РФ на изобретение № 2353604. Заявлен 09.04.2007, опубликован 27.04.2009, бюл. № 12.
- Пыжов А. М., Тронин П. С., Кукушкин И. К., Уткин С. А., Шаталов А. В., Пыжова Т. И., Попов Я. С., Федин Ю. Е. Способ получения растворимого стекла. Патент РФ на изобретение № 2379233. Заявлен 25.08.2008, опубликован 20.01.2010, бюл. № 2.
- Пыжов А. М., Тронин П. С., Кукушкин И. К., Уткин С. А., Шаталов А. В., Пыжова Т. И., Попов Я. С., Федин Ю. Е. Сырьевая смесь для получения пористого заполнителя. Патент РФ на изобретение № 2381190. Заявлен 27.08.2008, опубликован 10.02.2010, бюл. № 4.
- Кукушкин И. К., Пыжов А. М., Мокров А. А., Рекшинский В. А., Злобин В. А., Гидаспов А. А., Иоганов К. М. Гидразинный способ получения азидов щелочных и щелочноземельных металлов. Патент РФ на изобретение № 2472700. Заявлен 07.09.2009, опубликован 20.01.2013, бюл. № 2.
- Пыжов А. М., Кукушкин И. К., Пыжова Т. И., Попов Я. С., Янова М. А., Иванков А. В., Пожидаев О. В. Способ совместной переработки кальцийсодержащего и сульфатсодержащего отходов. Патент РФ на изобретение № 2555488. Заявлен 20.08.2013, опубликован 27.02.2015, бюл. № 6.
- .Пыжов А.М., Воронцова С. Е., Пыжова Т. И., Кукушкин И. К., Попов Я. С., Абрамов А. А., Тулупова А. Н., Ромашин Е. Е., Иванков А. В. Шихта для получения свинцового стекла. Патент РФ на изобретение № 2559941. Заявлен 13.11.2013, опубликован 28.08.2015, бюл. № 23.
- Кукушкин И. К., Злобин В. А., Пыжов А. М., Викулина Е. Л. Способ обезвреживания жидких отходов процесса получения органических азидов, содержащих азиды щелочных металлов. Патент РФ на изобретение № 2598434. Заявлен 05.05.2014, опубликован 27.09.2016, бюл. № 27.

## Награды
- «Изобретатель СССР» (1977)
- «За отличные успехи в работе» (Государственный комитет СССР по народному образованию, 1988)
- «Почётный работник СамГТУ» (2007)